# Edgardo Dobry

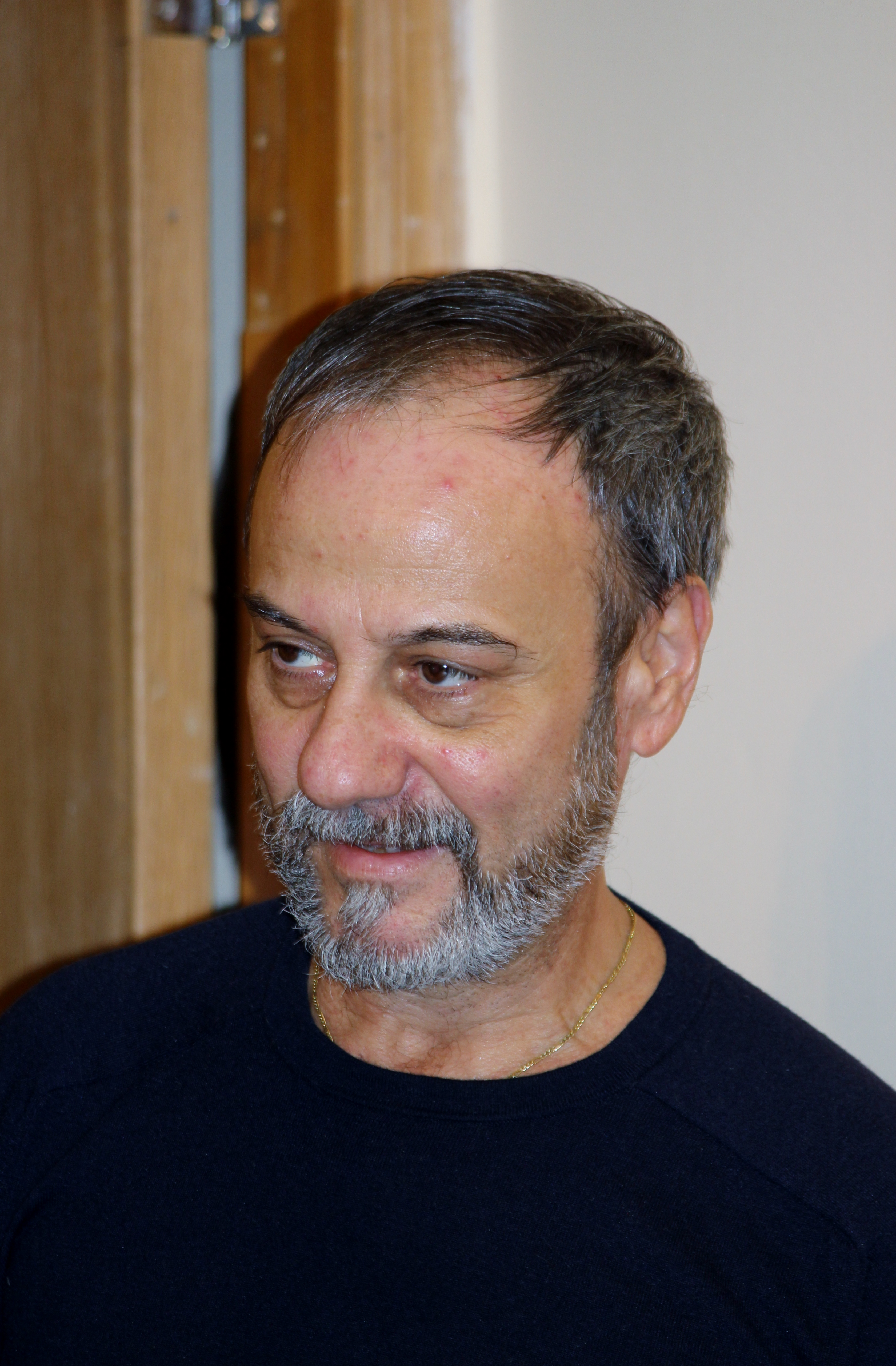
Dobry auf der Moskauer Biennale der Dichter 2019

Edgardo Dobry (* 27. April 1962 in Rosario, Santa Fe) ist ein argentinischer Schriftsteller und Übersetzer.

## Leben
Nach Abschluss seines Studiums an der Universität Barcelona promovierte Edgardo Dobry an derselben Institution über den Dichter Leopoldo Lugones. Im Anschluss daran betraute man ihn dort mit einem Lehrauftrag über Literaturtheorie und hispanoamerikanische Literatur.
Neben seinen rein fachlichen Veröffentlichungen erscheinen verschiedentlich Artikel und Essays von Dobry in argentinischen, mexikanischen, aber auch spanischen Zeitschriften. Außerdem arbeitet er regelmäßig als Rezensent für die Tageszeitung El País.
Er wurde an verschiedene internationale Lyrikfestivals eingeladen, 2012 u. a. auch den Seetaler Poesiesommer.

## Werke (Auswahl)

### Als Autor
Lyrik
- Cinética. Editorial Dilema, Madrid 2004, ISBN 84-96079-57-0.
- El lago de los botes. Lumen, Barcelona 2005, ISBN 84-264-1515-6.
- Cosas. Lumen, Barcelona 2008, ISBN 978-84-264-1709-1.
- Pizza Margarita (Anthologie), Mangos de Hacha, Mexico D.F. 2011, ISBN 978-607-7742-45-6.
- Contratiempo, Adriana Hidalgo Editora, Buenos Aires, 2013, ISBN 978-987-1923-22-9.
- El parasimpático, El Club editor, Barcelona (2021), Preis der Ciutat de Barcelona de literatura en lengua castellana, ISBN 978-84-7329-314-3.

Essays
- Orfeo en el quiosco de diarios. Ensayo sobre poesía. Adriana Hidalgo Editorial, Buenos Aires 2007, ISBN 978-987-1156-69-6.
- Una profecía del pasado. Lugones y la invención del „linaje de Hércules“, Fondo de Cultura Económica, Buenos Aires 2010, ISBN 978-950-557-851-1.
- Historia universal de Don Juan, Arpa Editores, Barcelona, 2017, ISBN 9788416601363
- Celebración. A través de la poesía americana, Trampa Ediciones, Barcelona 2022, ISBN 9788418469091

### Als Übersetzer
- Giorgio Agamben: Profanaciones. Adriana Hidalgo, Buenos Aires 2005, ISBN 84-339-6232-9.
- Roberto Calasso: Cien cartas a un desconocido. Anagrama Editorial, Barcelona 2007, ISBN 978-84-339-6252-2.
- Roberto Calasso: Ka. Anagramma Editorial, Barcelona 2005, ISBN 84-339-0890-1.
- Roberto Calasso: La folie Baudelaire. Anagrama Editorial, Barcelona 2011.
- Luciano Canfora: Una profesión peligrosa. La vida cotidiana de los filósofos griegos. Anagramma Editorial, Barcelona 2002, ISBN 84-339-6167-5.
- Sandro Penna: Cruz y delicia. Extrañezas (Poesía: Bd. 168). Lumen, Barcelona 2007, ISBN 978-84-264-1598-1.